# Травник (Лошкий Поток)
Травник (словен. Travnik) — поселення в общині Лошкий Поток, регіон Південно-Східна Словенія, Словенія. Висота над рівнем моря: 703,8 м.